# Tela annulicornis
Tela annulicornis är en insektsart som först beskrevs av Bruner, L. 1908.  Tela annulicornis ingår i släktet Tela och familjen gräshoppor. Inga underarter finns listade i Catalogue of Life.